# Aljaz Bedene
Aljaz Bedene (Ljubljana, 1989. július 18. –) szlovén születésű brit hivatásos teniszező. Karrierje során még nem nyert ATP tornát. Legnagyobb sikere a 2015-ös Chennai Openen és a 2017-es Hungarian Openen játszott döntője volt, ahol mindkét alkalommal vereséget szenvedett. 2015. március 31. óta brit állampolgár.

## ATP-döntői

### Egyéni

#### Elvesztett döntői (2)
|   | Dátum             | Torna                            | Borítás | Ellenfél a döntőben | Eredmény a döntőben |
| 1 | 2015. január 11.  | Chennai Open, Csennai            | Kemény  | Stanislas Wawrinka  | 3-6, 4-6            |
| 2 | 2017. április 30. | Gazprom Hungarian Open, Budapest | Salak   | Lucas Pouille       | 3-6, 1-6            |

## Eredményei Grand Slam-tornákon
| Grand Slam | Australian Open | Australian Open        | Roland Garros | Roland Garros      | Wimbledon     | Wimbledon       | US Open       | US Open           |
| Év         | Eredmény        | Utolsó ellenfél        | Eredmény      | Utolsó ellenfél    | Eredmény      | Utolsó ellenfél | Eredmény      | Utolsó ellenfél   |
| 2010       | -               | -                      | -             | -                  | Selejtező (2) | Selejtező (2)   | -             | -                 |
| 2011       | -               | -                      | -             | -                  | -             | -               | -             | -                 |
| 2012       | Selejtező (2)   | Selejtező (2)          | Selejtező (2) | Selejtező (2)      | Selejtező (1) | Selejtező (1)   | Selejtező (2) | Selejtező (2)     |
| 2013       | 1.kör           | Benjamin Becker        | 1.kör         | Jo-Wilfried Tsonga | 1.kör         | Leonardo Mayer  | 1.kör         | Dmitrij Turszunov |
| 2014       | 1.kör           | Stephane Robert        | -             | -                  | 1.kör         | Kevin Anderson  | Selejtező (3) | Selejtező (3)     |
| 2015       | 1.kör           | Novak Đoković          | 1.kör         | Dominic Thiem      | 2.kör         | Viktor Troicki  | 2.kör         | Donald Young      |
| 2016       | 1.kör           | Steve Johnson          | 3.kör         | Novak Đoković      | 1.kör         | Richard Gasquet | 1.kör         | Nick Kyrgios      |
| 2017       | 1.kör           | Victor Estrella Burgos |               |                    |               |                 |               |                   |

## Év végi világranglista-helyezései
| Év       | 2008 | 2009 | 2010 | 2011 | 2012 | 2013 | 2014 | 2015 | 2016 |
| Helyezés | 1665 | 303  | 540  | 165  | 86   | 95   | 145  | 45   | 101  |